# Roquedur
Roquedur là một xã trong vùng Occitanie. Xã Roquedur nằm ở khu vực có độ cao trung bình 700 mét trên mực nước biển.